# 威高國際

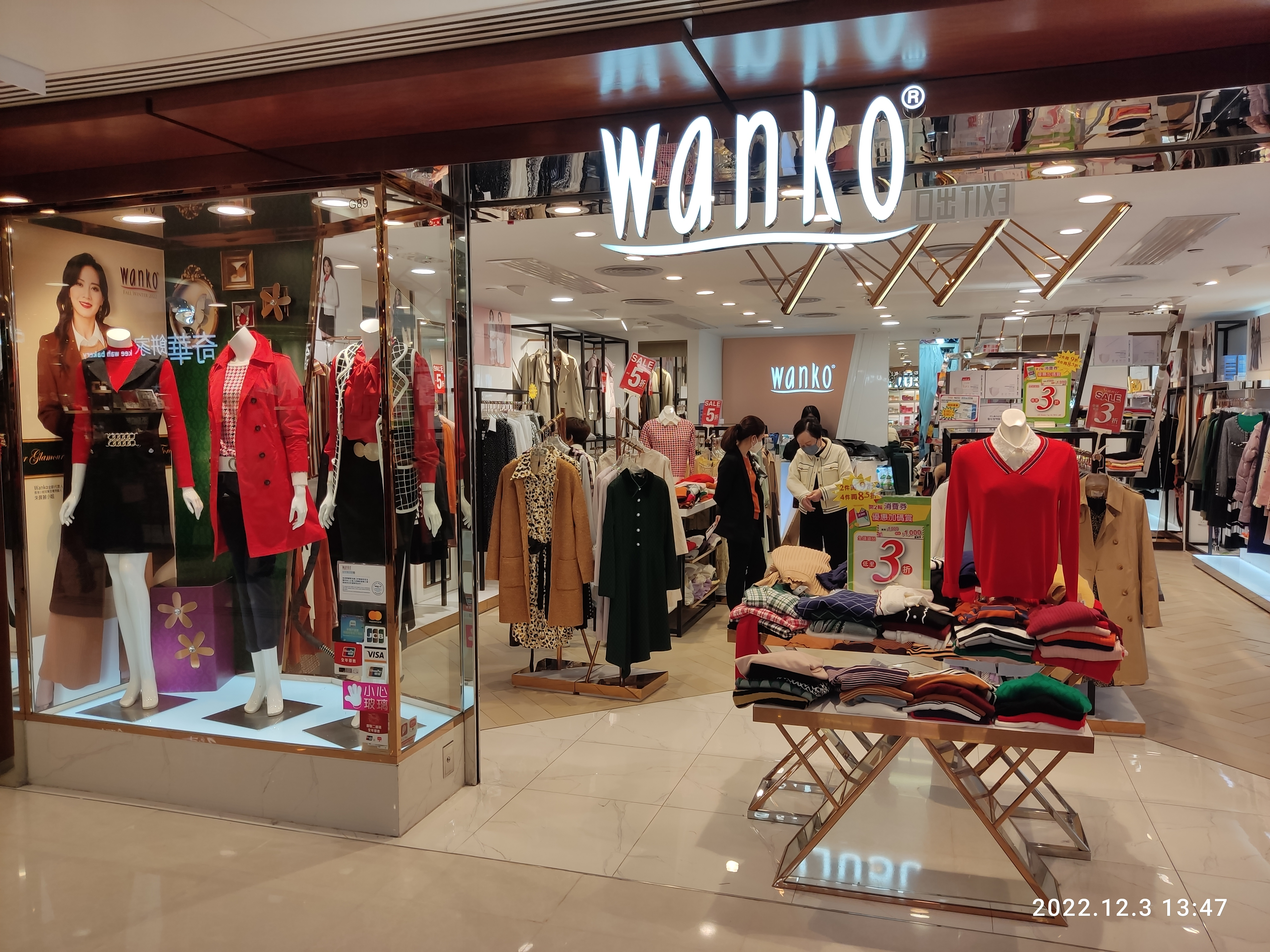
Wanko在九龍灣德福廣場的分店

威高國際控股有限公司，簡稱威高國際控股，以及威高國際（英語：Veeko International Holdings Limited，港交所：1173），在1984年由鄭鐘文（董事長）創立，總裁為林玉森。
現時業務在中國、香港、澳門、新加坡和臺灣經營女性時裝和化妝品店舖，而品牌為「Veeko」、「Wanko」，以及「Colourmix（卡萊美）」，股份則在1999年4月19日於香港交易所主板上市。
總部位於香港新界葵涌大連排道192-200號偉倫中心2期10樓。

## 歷代代言人
‘Veeko’
鄭秀文
吳雨霏
鄧麗欣
徐子珊
朱千雪
戴祖儀
游嘉欣
李芷晴
‘Wanko’
劉嘉玲
佘詩曼
朱晨麗
陳懿德

## 連結
- Veeko.com.hk （页面存档备份，存于）
- Irasia.com/listco/hk/veeko （页面存档备份，存于）